# Lohitzune Zuloaga Lojo
Lohitzune Zuloaga Lojo (Rentería, Guipúzcoa, 1981) es una socióloga e investigadora española, especializada en violencia contra las mujeres, la seguridad ciudadana y el terrorismo. 

## Biografía
Lohitzune Zuloaga Lojo es Doctora en Sociología por la Universidad Pública de Navarra, UPNA. Profesora Asociada del departamento de Sociología en la misma universidad. Ha realizado estancias en centros como la Universidad Centroamericana José Simeón Cañas (UCA) de El Salvador, y el Centro de Estudios en Seguridad Ciudadana (CESC) de la Universidad de Chile. 
En su tesis El espejismo de la seguridad ciudadana. Claves de su presencia en la agenda política, Zuolaga analiza el código penal español, uno de los más duros de Europa, solo justificado, señala, por la rentabilidad política y la complicidad de los medios de comunicación ante el miedo de los ciudadanos.
Sus investigaciones también se han centrado en la inmigración, las mujeres encarceladas y la violencia.
En 2018 ha presentado junto a  Miren Ortubay y Estíbaliz de Miguel el estudio de Emakunde «Experiencia de la detención policial de las mujeres de la Comunidad Autónoma del País Vasco».

## Obras
- «El espejismo de la seguridad ciudadana. Claves de su presencia en la agenda política».[7]
- «Introducción a la sociología del crimen», 2017.[8]
- La concepción securitaria de la inmigración en el caso español.[9]